# EMT Aladin
EMT Aladin (niem. Abbildende Luftgestützte Aufklärungsdrohne im Nächstbereich) – niemiecki bezzałogowy aparat latający (UAV – ang. Unmanned Aerial Vehicle) opracowany w bawarskiej firmie EMT.
Niewielki bezzałogowy aparat latający przeznaczony do bliskiego rozpoznania. Startuje „z ręki” lub z katapulty z gumowym naciągiem. Aladin może wykonywać misje autonomicznie po wcześniejszym zaprogramowaniu parametrów trasy w mikroukładzie nawigacyjnym z odbiornikiem GPS lub być sterowany przez operatora ze stacji kontroli na ziemi. Aladin przekazuje obraz z kamery światła dziennego lub światła szczątkowego (w nocy) w czasie rzeczywistym do stanowiska kontroli oddalonego od aparatu o maksymalnie 5 km. Czas przygotowania aparatu wynosi około 5 minut. Aladin jest na wyposażeniu Bundeswehry i armii holenderskiej (od 2006 roku). Obydwie formacje wykorzystują aparat w Afganistanie w ramach misji NATO.